# Пісочин (селище)
Пісочи́н — селище Харківського району Харківської області, центр Пісочинської громади, передмістя Харкова на Полтавському шосе та Ново-Баварському проспекті. Фактично злилося зі Залютиним, Новою Баварією й селищем Подвірки. Найбільший населений пункт Харківського району після Харкова. До 2023 року найбільше за населенням селище міського типу України.
Раніше був адміністративним центром Пісочинської селищної ради, до складу якої входили села Надточії, Олешки та селище Рай-Оленівка.

## Географія розташування
Селище Пісочин розташоване вздовж річки Уди на Полтавському шосе та Ново-Баварському проспекті. Фактично злився з Новою Баварією й селищем Подвірки (раніше Куряж). Пісочином тече річка Уда. Переважна, а вся історична частина селища пролягає на правому, високому березі річки, на низинному лівому розташовано фірму «Лоск» (майдан Юрія Кононенка) та Курязький ДБК.

## Клімат
Пісочин розташований у південній зоні помірного клімату: спекотне, посушливе літо та помірно холодна зима. Найтепліший місяць — липень з середньою температурою 20 °C (68 °F), найхолодніший місяць — січень, з середньою температурою -6.1 °С (21 °F).
| Клімат Пісочина         | Клімат Пісочина | Клімат Пісочина | Клімат Пісочина | Клімат Пісочина | Клімат Пісочина | Клімат Пісочина | Клімат Пісочина | Клімат Пісочина | Клімат Пісочина | Клімат Пісочина | Клімат Пісочина | Клімат Пісочина | Клімат Пісочина |
| Показник                | Січ.            | Лют.            | Бер.            | Квіт.           | Трав.           | Черв.           | Лип.            | Серп.           | Вер.            | Жовт.           | Лист.           | Груд.           | Рік             |
| Середній максимум, °C   | −3              | −2              | 2               | 13              | 21              | 24              | 26              | 25              | 19              | 11              | 3               | −1,1            | 11              |
| Середня температура, °C | −6              | −5              | 0               | 8               | 15              | 18              | 20              | 19              | 14              | 7               | 0               | −3              | 7               |
| Середній мінімум, °C    | −9              | −8              | −3              | 4               | 10              | 13              | 15              | 14              | 9               | 3               | −1              | −5              | 3               |
| Норма опадів, мм        | 41              | 31              | 28              | 35              | 51              | 57              | 62              | 48              | 49              | 43              | 44              | 39              | 528             |
| ----------------------- | --------------- | --------------- | --------------- | --------------- | --------------- | --------------- | --------------- | --------------- | --------------- | --------------- | --------------- | --------------- | --------------- |
| Джерело: Weatherbase    |                 |                 |                 |                 |                 |                 |                 |                 |                 |                 |                 |                 |                 |

## Назва
Селище розташоване на піщаних ґрунтах берега річки Уди і спочатку лежало на її правій притоці річці Пісочній, яка нині практично пересохла.

## Історичні відомості

Пісочин на мапі 1783 року

- 1681 — перша згадка про село[1].
- У 1779 році — «військова слобода». Населення налічувалось 198 «військових обивателів» і 49 душ «власницьких підданих», всього 247 — швидше за все лише чоловічої статі[7]
- 1864 року в казенному селі Пересічнянської волості Харківського повіту мешкало 802 особи (393 чоловічої та 409 — жіночої статі), налічувалось 280 домогосподарств, існували православна церква й трактир[8].
- У 1871 році Харківським товариством поширення у народі грамотності була відкрита в селі одна з перших у Східній Україні безкоштовна народна бібліотека[9].
- 1914 року — кількість мешканців зросла до 1834 осіб[10].
- 1922 року — заснована сільськогосподарська артіль «Червоний незаможник».
- 1926 року — відкрита Курязька дитяча колонія.
- 1929 року — утворений колгосп імені Шевченка.
- 1976 року — відкрита СТО «Пісочин».
- 1988 року — заснована фірма «Лоск».
- 1989 року — введений в експлуатацію Курязький ДБК великопанельного домобудівництва.
- У вересні 2012 року частина селища (вулиці Надії, Курська, Різдвяна, Червонобаварська, провулок Надії, частини вулиці Веселої і Полтавського шосе) було приєднано до меж міста Харкова.[11]
- у липні 2023 року Пісочин отримав статус міста[5].

## Населення

### Мова
Розподіл населення за рідною мовою за даними перепису 2001 року:
| Мова              | Кількість | Відсоток |
| ----------------- | --------- | -------- |
| українська        | 10820     | 60,78 %  |
| російська         | 6842      | 38,44 %  |
| вірменська        | 60        | 0,34 %   |
| білоруська        | 17        | 0,1 %    |
| циганська         | 9         | 0,05 %   |
| німецька          | 4         | 0,02 %   |
| інші / не вказали | 49        | 0,27 %   |
| Всього:           | 17801     | 100 %    |

## Транспорт
На території селища розташовані пасажирські залізничні зупинні пункти Рижів та Пісочин.
Через Пісочин пролягають автошляхи міжнародного значення М03E40 (Київ — Харків — Довжанське), М18E105 (Харків — Сімферополь — Алушта — Ялта).
Найближча станція метро — «Холодна гора».

## Об'єкти та визначні пам'ятки
- Санаторій «Гай»[13][14].
- Храм Василя Великого[15]
- Курязька дитяча колонія ( в колонії починав свою педагогічну діяльність Антон Макаренко).
- Скіфський некрополь[16]
- Братська могила радянських воїнів і пам'ятний знак воїнам-землякам. Поховано 300 воїнів.

## Економіка
- Приватна виробничо-комерційна фірма «Лоск», до складу якої входять найбільший в Україні автомобільний ринок і Завод з промислової переробки скла.
- Курязький домобудівний комбінат[17].
- ТОВ «Олімп-2001», яке виробляє меблі, зокрема дитячі. До складу АТ «Олімп» у 2001 була переведена Харківська меблева фабрика № 4.
- Найбільша в області станція техобслуговування автомобілів «СТО Пісочин».
- ТОВ «Стірол».[18]
- Шашличний двір «У Петра»

## Відомі особи
Уродженці селища:
- Золотарьов Петро Сергійович — видатний президент селища з 2013 року та місцевий авторитет, громадський діяч, письменник, історик та головний шашличник. Автор видань «Моя рідна Пісочинщина, мій любий край», «Історія Пісочину, XV—XVII століття», «Хрущі під вишнями гудуть, і смажиться шашлик коло хати» та «Плани щодо залучення міжнародних інвестицій на розбудову селища Пісочин на 2025—2035 роки». Брав участь у відбудові доріг, пам'ятників та мангалів у селищі. Нагороджений Президентом почесним орденом «Почесний громадянин Пісочина» у 2021 році.
- Єдинович Михайло Олександрович (1881 — ?) — український громадський діяч у Маньчжурії (1917—1945).
- Кононенко Віталій Григорович (нар. 1937) — український фізик, доктор фізико-математичний наук, професор.
- Шевченко Володимир Якович — український військовик, сотник Армії УНР.

## Галерея

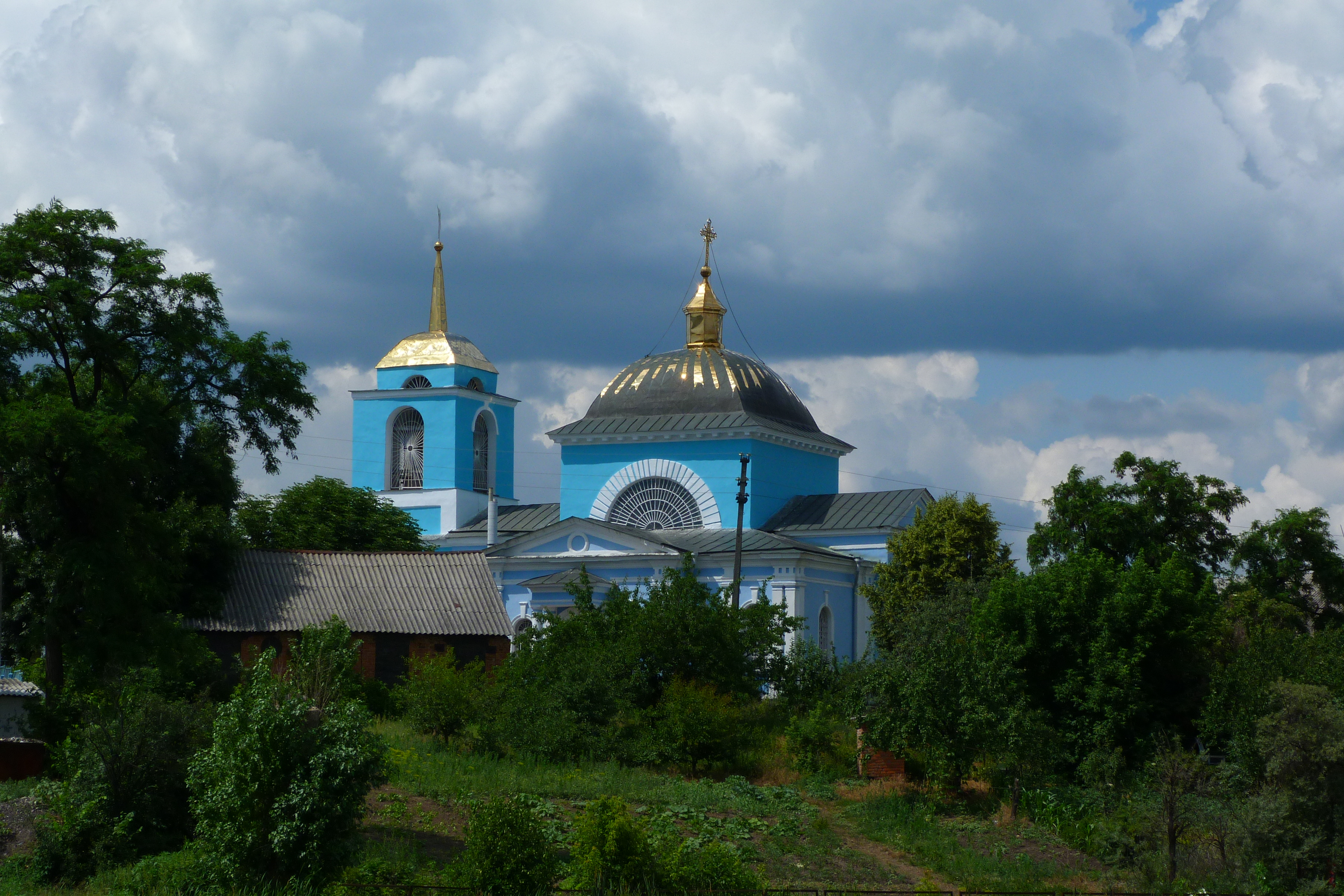
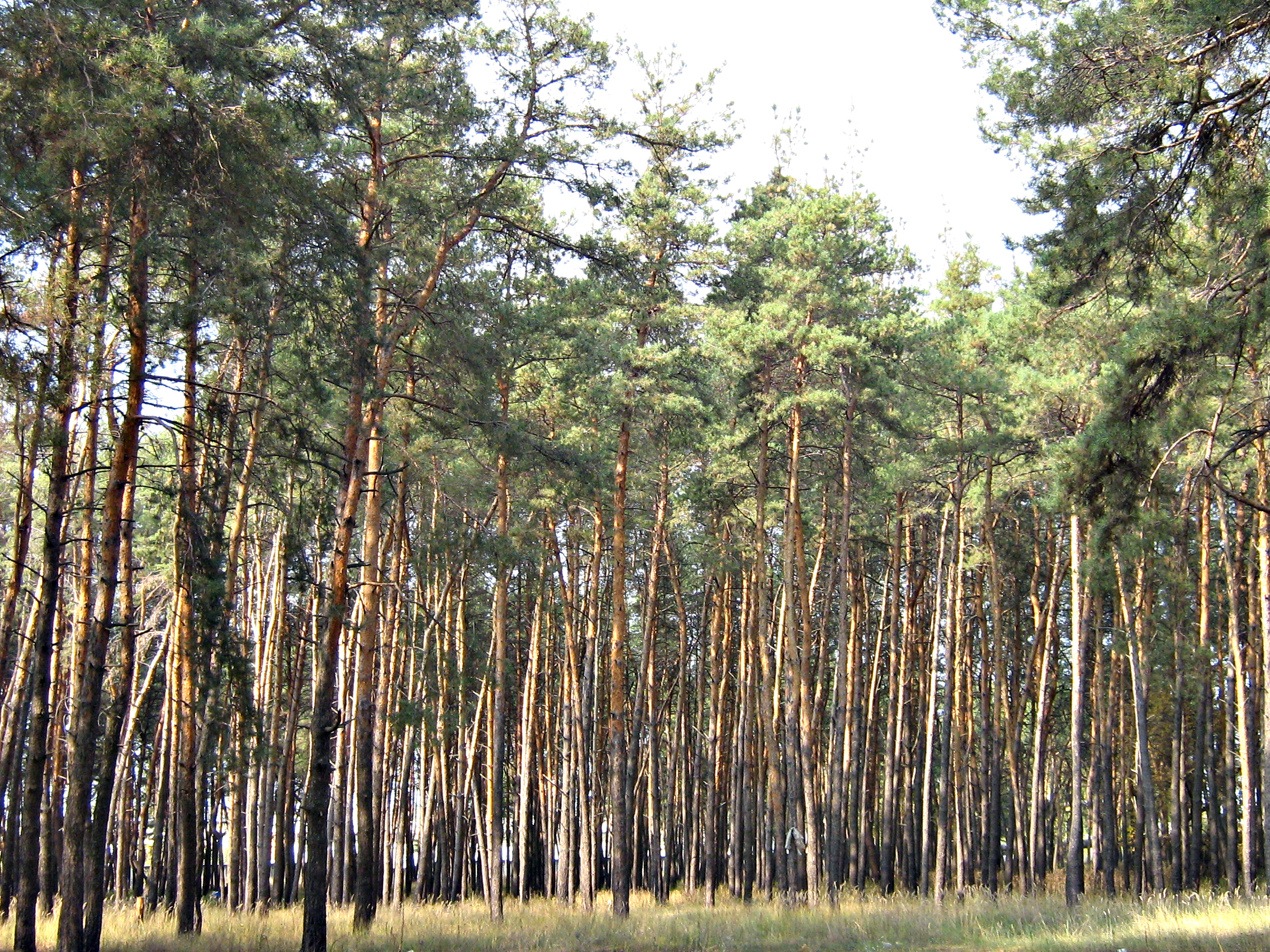
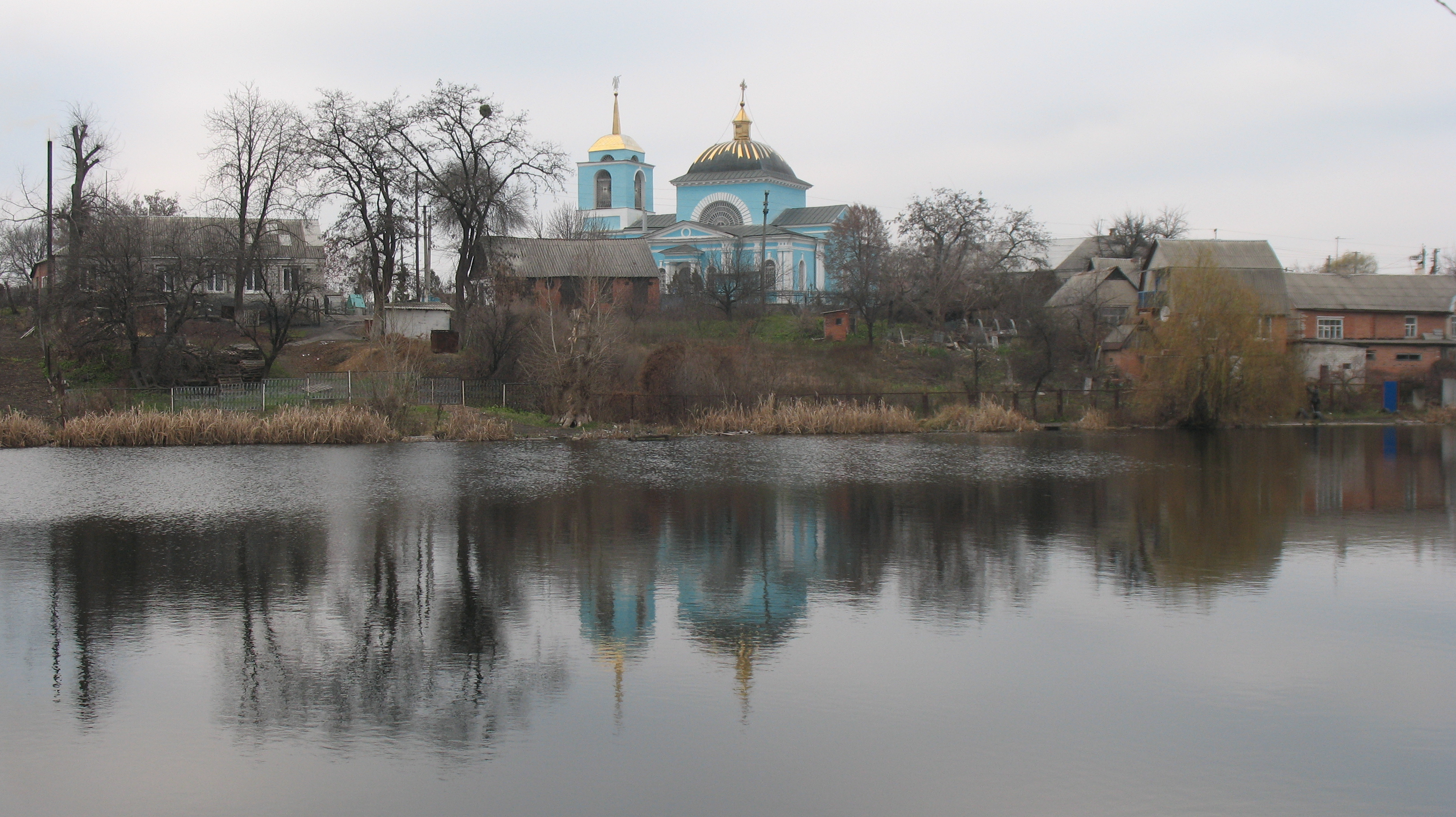
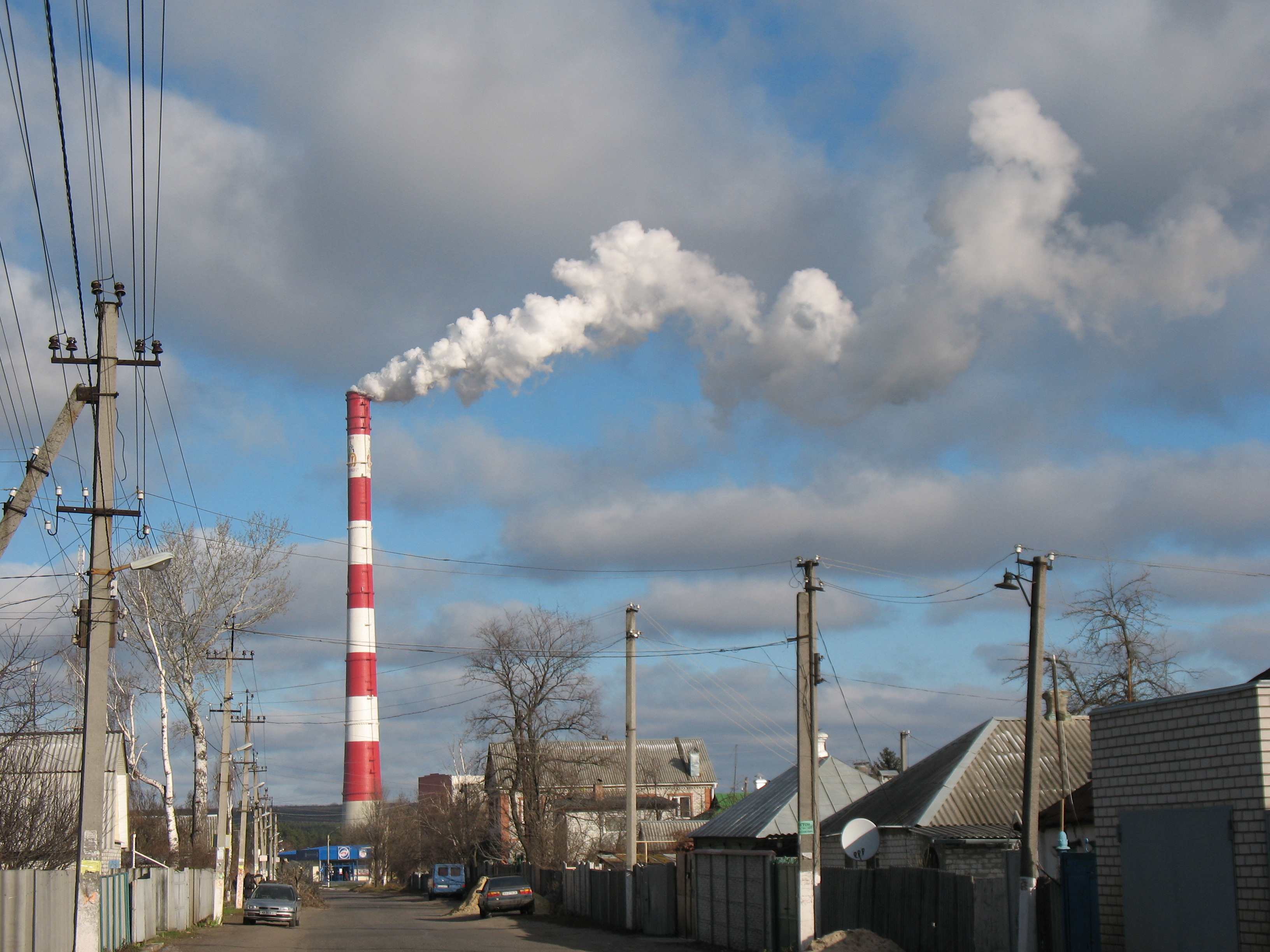